# Miss Univers 1961
Miss Univers 1961, est la 10e édition du concours de Miss Univers a lieu le 15 juillet 1961, au Miami Beach Auditorium (en), à Miami Beach, Floride, États-Unis. 
Marlene Schmidt, Miss Allemagne, succède l'américaine Linda Bement, Miss Univers 1960. Elle est la première allemande à remporter le titre de Miss Univers.

## Résultats
| Classement final  | Candidates |
| ----------------- | --- |
| Miss Univers 1961 | - Allemagne - Marlene Schmidt |
| 1re dauphine      | - Pays de Galles - Rosemarie Frankland |
| 2e dauphine       | - Argentine - Adriana Gardiazábal |
| 3e dauphine       | - Angleterre - Arlette Dobson |
| 4e dauphine       | - États-Unis - Sharon Renee Brown |
| Top 15            | - Chili - María Gloria Silva - Corée - Seo Yanghee - Écosse - Susan Jones - France - Simone Darot - Islande - Kristjana Magnusdóttir - Israël - Atida Pisanti - Pérou - Carmela Stein Bedoya - République de Chine - Wang Li-Ling - Suède - Gunilla Knutsson - Suisse - Liliane Burnier |

## Prix spéciaux
| Prix              | Candidates                        |
| ----------------- | --------------------------------- |
| Miss Sympathie    | - Grèce - Eleftheria Deloutsi     |
| Miss Photogénique | - États-Unis - Sharon Renee Brown |

## Candidates
| - Afrique du Sud - Marina Christelis - Allemagne - Marlene Schmidt - Angleterre - Arlette Dobson - Argentine - Adriana Gardiazábal - Autriche - Ingrid Bayer - Belgique - Nicole Ksinozenicki - Birmanie - Myint Myint Khin - Bolivie - Gloria Soruco Suárez - Brésil - Staël Maria da Rocha Abelha - Canada - Wilda Reynolds - Ceylan - Ranjini Nilani Jayatilleke - Chili - María Gloria Silva - Colombie - Patricia Whitman Owin - Corée - Seo Yanghee - Cuba - Martha García Vieta - Danemark - Jyette Nielsen - Écosse - Susan Jones - Équateur - Yolanda Palacios Charvet - Espagne - Pilar Gil Ramos - États-Unis - Sharon Renee Brown - Finlande - Ritva Tuulikki Wächter - France - Simone Darot - Grèce - Eleftheria Deloutsi | - Guatemala - Anabelle Sáenz - Pays-Bas - Gita Kamman - Iles Vierges américaines - Priscila Bonilla - Irlande - Jean Russell - Islande - Kristjana Magnusdóttir - Israël - Atida Pisanti - Italie - Vivianne Romano - Jamaïque - Margaret Lewars - Japon - Akemi Toyama - Liban - Leila Antaki - Luxembourg - Vicky Schoos - Madagascar - Jacqueline Robertson - Maroc - Irene Gorsse - Norvège - Rigmor Trengereid - Paraguay - María Cristina Osnaghi Perreira - Pays de Galles - Rosemarie Frankland - Pérou - Carmela Stein Bedoya - Porto Rico - Enid del Valle - République de Chine - Wang Li-Ling - Rhodésie du Sud - Jonee Sierra - Suède - Gunilla Knutsson - Suisse - Liliane Burnier - Turquie - Giseren Uysal - Uruguay - Susanna Lausorog Ferrari - Venezuela - Ana Griselda Vegas Albornoz |

## Jury
| Membre | Membre             | Nationalité | Notes                                                                                                 |
| ------ | ------------------ | ----------- | --- |
|        | Miyoko Yanagida    | Japonaise   | Peintre et créatrice d'une ligne de kimonos. Épouse du président de Japan Airlines, Seijiro Yanagita. |
|        | Harvey Earl Wilson | Américaine  | Auteur, journaliste et chroniqueur.                                                                   |
|        | Troy Donahue       | Américaine  | Acteur et chanteur.                                                                                   |
|        | Russell Patterson  | Américaine  | Dessinateur de bandes dessinées, illustrateur et décorateur de pièces de théâtre.                     |
|        | Peter Demerault    |             | |
|        | Gustavo Guarca     |             | |
|        | Raul Matyola       |             | |
|        | Michel Papier      |             | |

## Observations

### Débuts
- Écosse
- Îles Vierges des États-Unis
- Irlande
- Jamaïque
- Madagascar
- Pays de Galles
- République de Chine
- Rhodésie du Sud

### Retours
Dernière participation en 1957
- Ceylan ;
- Porto Rico.

Dernière participation en 1959
- Guatemala ;
- Turquie.

### Désistements
- Costa Rica
- Hong Kong
- Jordanie
- Nouvelle-Zélande
- Philippines
- Portugal
- Suriname
- Tunisie